# 三橋会所
三橋会所（さんきょうかいしょ） は、江戸時代、江戸の十組問屋を中心とする、菱垣廻船積江戸十組問屋仲間の組合事務を取り扱った会所である。

## 由来・経緯
名称の由来は、江戸十組問屋が永代橋、新大橋、大川（吾妻橋）の3橋の架け替え修繕の請負をすることを申し立てて、その設立が許可されたからである。
この3橋の架け替え修繕は、莫大な費用を要したため、江戸幕府は、新大橋と永代橋を取り払うことを考えたほどであった。
永代橋は享保4年以来、新大橋は永享元年以来、大川橋は安永3年以来、民間に委ねて橋銭をとらせた。また、新大橋と永代橋の維持には、助成地を賜って賄わせた。
しかし、文化4年に深川八幡宮の祭礼の際、非常な雑踏のために永代橋が破壊し、多数の死傷者を出してしまう（永代橋崩落事故）。このため、3橋を民間に任せておいてはならないという議論が浮上してきた。

## 江戸十組問屋
その頃、菱垣廻船で大坂から荷物を引き受けていた江戸の十組問屋が、株仲間免許を願い出た。
これは冥加金10200両を上納し、これをしばらく貸し下げることを求め、これを三橋会所の元金に組み入れ、貸し付けを営み、その利子で三橋の修繕をしたいと願い出たものであった。文化6年にその願い出が許可されてから、橋銭の徴収は中止された。
十組仲間は、江戸の定飛脚問屋・大阪屋茂十郎（杉本氏）が頭取となって組織されたが、茂十郎の計画は次のようなものであった。
- 十組問屋所有の菱垣廻船100艘が1年に4回、大阪江戸間を往復するとし、1往復ごとに歩銀として銀200目をとると、1年80貫目すなわち、金1333両1分と銀5匁になる。
- これを三橋手当金とする。
- ただし、この金は遊ばせておかず、十組中、裕福な諸問屋に諭して差加金をさせる。また、上述の十組から上納する冥加金10200両の半額を、幕府から貸し下げてもらう。以上3口をあわせて、問屋中、資本の不手回りのものに、1年8分の利子で貸し付る。その利子で、三橋の架け替え修繕の費用をまかない、余裕があれば積み立てる。それが4、50万両ほどになったら、大坂表の問屋はもちろんのこと、諸国荷主に対して原価引き下げを談判する。その代わりに、会所の手から送荷物の代金滞りや、不勘定のないようにする。

以上のように、すこぶる大がかりなものであった。
当初、十組問屋は順調に発展し、茂十郎は、十組問屋頭取や、町方御用達となる。さらに、3人扶持を賜って、名字を許され、奉行所では地割役に次ぐ立場にもなった。
十組はその後、朝鮮人来聘につき、対馬まで菱垣船12艘を無賃で差し出し、文化7年・8年の米価下落のときには、買持米に尽力するなど、功労少なからずであった。そして、文化10年には株札下付となった。

## 最盛と衰退
当時の株数は1995株、軒数で1271軒、これが65組に分かれるようになった。株数が定まると、新規加入者は明株（あきかぶ）を引き受けるほかなかった。無株の者が荷主と取引すると、問屋から訴えて、その営業を停止させた。
三橋会所の買付金の中に、幕府から冥加金を貸し下げることは、文化6年8月に初めての冥加金を納めたとき、3箇年間据え置き、4箇年目返還の条件でその半額を貸し下げ、同年10月に残りの半額貸し下げた。
ただし、翌文化7年および、それ以降の貸し下げ回数や期日は明らかでない。
三橋架け替え修繕の褒美として、室町3丁目に町屋敷を下されたため、その地代は会所の収入であったと考えられる。
三橋会所の資金は、幕府の貸し下げ金と三橋手当積立金および差加金の3口で、文化8年におよそ70000両であった。
会所では事務をとらず、寄合を口実に、坂本町の料理茶屋・伊勢屋太兵衛方へ赴き、酒食をすることとした。その1ヶ月の支払いは30両から100両ほどで、同店では、十組以外の客を断ったほどであった。
やがて、茂十郎の上納金使い込みや、室町拝領屋敷取計方の不正が暴露され、文政2年6月に三橋会所は廃止される。茂十郎は、町方御用達および十組頭取を取り放たれた。
以後、三橋の経費は町年寄の手で冥加金から支出した。しかし、天保の改革で十組問屋は解散を命じられ、冥加金上納は中止された。
それ以後は、町方付属地助成地の地代で、三橋の修繕を行った。毎年、金724両の予定額であったが、これは修繕費である。架け替え費は、町会所の積金から支出することになり、明治時代に至った。